# Бишчан, Игор
Игор Бишчан (хорв. Igor Bišćan; род. 4 мая 1978[…], Загреб) — хорватский футболист, полузащитник, тренер. Известен по выступлениям за «Ливерпуль», с которым в 2005 году выиграл Лигу чемпионов.

## Карьера
Начинавший в загребском «Динамо» Игор Бишчан достаточно рано приобрёл большой опыт международных выступлений, поиграв за сборную Хорватии различных возрастов, а также став капитаном своего клуба, который выступал в Кубке УЕФА и Лиге чемпионов.
В 2000 году Бишчаном интересовались многие известные клубы, в том числе «Ювентус», «Барселона», «Аякс» и «Милан», однако он перешёл в «Ливерпуль», которым тогда руководил Жерар Улье. Сумма сделки составила пять миллионов фунтов.
В «Ливерпуле» Игор проявил себя не так ярко, как в «Динамо» и сборной, и одной из причин этого было то, что Улье чаще всего использовал хорвата в качестве фуллбека, вингера или центрального защитника, в то время как лучше всего Бишчан умел играть на позиции опорного полузащитника. Только с появлением в клубе Рафаэля Бенитеса Игор снова стал играть опорника, однако и это было обусловлено прежде всего травмами других игроков, которые могли сыграть на этой позиции. Особенно ярко он проявил себя в матчах против леверкузенского «Байера» и «Ювентуса» в Лиге чемпионов.
В июле 2005 года Бишчан в качестве свободного агента перешёл в греческий «Панатинаикос», а 3 декабря 2007 года Игор вернулся в «Динамо» и в первых пятнадцати матчах отметился шестью забитыми мячами, при том что играл на излюбленной позиции опорного полузащитника.
С 2001 года Бишчан не вызывался в сборную Хорватии. Виной всему стала его самовольная отлучка из расположения национальной команды, руководство которой в результате решило таким образом наказать игрока.

## Достижения
«Динамо» Загреб
- Чемпион Хорватии 1999, 2000, 2008, 2012
- Обладатель Кубка Хорватии: 2008, 2012
- Обладатель Суперкубка Хорватии: 1998
- Финалист Кубка Хорватии: 2000

«Ливерпуль»
- Победитель Лиги чемпионов: 2005
- Обладатель Кубка лиги: 2001, 2003
- Обладатель Суперкубка Англии: 2001
- Обладатель Суперкубка Европы: 2001
- Финалист Кубка лиги: 2005

«Панатинаикос»
- Финалист Кубка Греции: 2007

«Рудеш»
- Чемпион Второй лиги Хорватии: 2017

«Олимпия» Любляна
- Чемпион Словении: 2018
- Обладатель Кубка Словении: 2018

«Риека»
- Обладатель Кубка Хорватии: 2019